# NGC 5466
NGC 5466 (również GCL 27) – gromada kulista znajdująca się w gwiazdozbiorze Wolarza. Została odkryta 17 maja 1784 roku przez Williama Herschela. Gromada ta należy do gromad kulistych Drogi Mlecznej. Znajduje się w odległości ok. 52,2 tys. lat świetlnych od Słońca oraz 53,2 tys. lat świetlnych od centrum Galaktyki.
Gromada NGC 5466 jest uważana za źródło strumienia gwiazd odkrytego w 2006 roku, a nazwanego Strumieniem NGC 5466.